# Clavulina sprucei
Clavulina sprucei é uma espécie de fungo pertencente à família Clavulinaceae.